# سنة بسيطة تبدأ يوم الثلاثاء
سنة بسيطة تبدأ يوم الثلاثاء هي تقويم أي سنة بسيطة (أي عدد أيام السنة هو 365 يوماً) التي تبدأ يوم الثلاثاء 1 يناير (كانون ثاني).
أمثلة: سنوات على التقويم الغريغوري 1974, 1985, 1991, 2002, 2013, 2019, 2030, 2041, 2047 و/أو التقويم اليولياني 1919.
وبالتالي، فإن تلك السنة يمكن أن تكون ممثلة على النحو التالي (مثال سنة:2013):